# S/2020 S 7
S/2020 S 7 — природний супутник Сатурна. Відкритий Едвардом Ештоном, Бреттом Гледменом, Жан-Марком Петі та Майком Александерсеном 10 травня 2023 року на основі спостережень, зроблених між 1 липня 2019 року та 24 липня 2020 року.
S/2020 S 7 має близько 3 кілометрів у діаметрі, обертається ретроградно навколо Сатурна на відстані — 17 400 000 км, орбітальний період — 861,7 земної доби, під кутом нахилу 161,5° до площини екліптики, ексцентриситет орбіти — 0,558. S/2020 S 7 належить до скандинавської групи і лідирує серед найдальших супутників Сатурна через високий ексцентриситет.